# Maria Cristina d'Àustria (duquessa de Teschen)
Maria Cristina d'Àustria, duquessa de Teschen (Viena, Sacre Imperi Romanogermànic, 13 de maig de 1742 - íd. 24 de juny de 1798) fou una Arxiduquessa d'Àustria i princesa d'Hongria i de Bohèmia amb el doble tractament d'altesa reial i imperial. Fou governadora dels Països Baixos austríacs des de 1781 fins a 1793.

## Infantesa
Era filla de l'emperador Francesc I del Sacre Imperi Romanogermànic i de l'arxiduquessa Maria Teresa I d'Àustria. Maria Cristina era neta per via paterna del duc Leopold I de Lorena i de la princesa Elisabet Carlota d'Orleans; mentre que per via materna ho era de l'emperador Carles VI del Sacre Imperi Romanogermànic i de la duquessa Elisabet Cristina de Brunsvic-Wolfenbüttel.
Durant molts anys, a la cort de Viena es posà en dubte la sexualitat de Maria Cristina, doncs mantingué una intensa relació amb la jove princesa Isabel de Borbó-Parma, esposa del seu germà, l'emperador Josep II del Sacre Imperi Romanogermànic. Hom conserva només, però, les cartes d'Isabel cap a Maria Cristina.

## Matrimoni
El dia 8 d'abril de 1766, als vint-i-quatre anys, contragué matrimoni a Viena amb el príncep Albert de Saxònia-Teschen. Albert era fill del rei-elector Frederic August II i de l'arxiduquessa Maria Josepa d'Àustria. La parella va tenir una única filla: SAR la princesa Maria Teresa de Saxònia, nada a Viena el 1767 i morta un dia després a la mateixa capital austríaca.
El matrimoni de l'arxiduquessa Maria Cristina amb un príncep d'escàs relleu i pertanyent a una família reial alemanya amb poques perspectives de governar fou únicament possible per la capacitat de l'arxiduquessa. A diferència d'altres germanes, tals com l'arxiduquessa Maria Amàlia d'Àustria que s'hagué de casar per raons d'estat amb el duc Ferran I de Parma, Maria Cristina es casà per amor i desatenent les obligacions d'estat. Maria Cristina fou capaç de convèncer la seva mare i els seus ministres dels avantatges del seu matrimoni amb Albert de Saxònia. El ressentiment de les altres germanes, casades per raons d'estat, vers Maria Teresa i Maria Cristina es feu palès en múltiples ocasions.
El ducat de Teschen era un títol nobiliari de Silèsia heretat per Francesc I, emperador romanogermànic dels Gonzaga que en el seu moment el reberen en compensació a la pèrdua del Ducat de Montferrato l'any 1706. Maria Cristina rebé el ducat de Teschen i a la seva mort i a la del seu marit passà al seu fill adoptiu, l'arxiduc Carles Lluís d'Àustria.

## Governadora dels Països Baixos
L'any 1781, un any després de la mort de la seva mare, el seu germà, l'emperador Josep II del Sacre Imperi Romanogermànic, la nomenà governadora dels Països Baixos austríacs. Aquesta maniobra fou un intent d'allunyar la sempre problemàtica arxiduquessa de la Cort de Viena. La seva activitat als Països Baixos s'emmarcà en un moment de greu crisi entre els poders locals i els poders imperials arran de les decisions de Josep II de retallar el poder autonòmic a la regió. Maria Cristina hagué d'abandonar Brussel·les arran de l'ocupació francesa l'any 1793.

## Retorn a Viena i mort
Establerta de nou a Viena, Maria Cristina i el seu espòs adoptaren el seu nebot, l'arxiduc Carles Lluís d'Àustria, fill de l'emperador Leopold IIdel Sacre Imperi Romanogermànic.
Maria Cristina fou enterrada a la Cripta Imperial després de la seva mort el dia 24 de juny de 1798.